# Catálogo Edifil
El Edifil es un catálogo filatélico especializado en sellos postales de España, y es el de uso más común para catalogar esos sellos.

## Historia
En la década de 1960 se creó esta empresa filatélica presidida por Ángel Laiz y desde entonces se edita anualmente el Catálogo Unificado Edifil, que incluye, además de las emisiones nacionales, las de antiguas colonias españolas, Andorra y Guinea Ecuatorial.
Este catálogo incluye tanto la imagen de la mayor parte de los sellos, una breve descripción, el valor nominal y el precio aproximado de mercado. Actualmente su codificación es la más utilizada en España para comunicarse entre el colectivo de coleccionistas y comerciantes.
Edifil, S.A. también produce un catálogo, compuesto de varios volúmenes, con un listado más específico de los sellos postales de España y de la historia postal. Este es generalmente conocido como "Catálogo Unificado Especializado". Dicho catálogo contiene una información más detallada que el básico además de mostrar mayor énfasis en las variedades y los errores.